# (32178) 2000 ND15
2000 أن دي 15 (ويعرف أيضًا باسم (32178) 2000 أن دي 15 وفق تسمية الكوكب الصغير) (بالإنجليزية: 2000 ND15)‏؛ هو كويكب ضمن حزام الكويكبات.
اكتُشف هذا الجُرم الفلكي بواسطة مرصد لويل للبحث عن الأجرام القريبة من الأرض في 5 يوليو 2000، وترتيبه 32178 من حيث الاكتشاف.

## الوصف
اكتُشف 321782000ND في 5 يوليو 2000 في مرصد محطة أندرسون ميسا، الواقع في مقاطعة كوكونينو، أريزونا في الولايات المتحدة، بواسطة مشروع مرصد لويل للبحث عن الأجرام القريبة من الأرض (بالإنجليزية: Lowell Observatory Near-Earth-Object Search)‏ LONEOS. وقد رصد المشروع 2,144 مشاهدة للكويكب إلى غاية 5 فبراير 2022 بتوقيت منطقة المحيط الهادئ، أي في مدة قدرها 16,268 يومًا (44.6 عام). تستغرق الفترة المدارية للكويكب 1,190 يومًا (3.3 عام).

## الخصائص المدارية
يتميز مدار هذا الكويكب بنصف محور رئيسي يبلغ 2.2 وحدة فلكية، وحضيض قدره 1.97 وحدة فلكية، وانحراف قدره 0.106 وزاوية ميلان 5.51 درجة بالنسبة لمسار الشمس. بسبب هذه الخصائص، أي نصف المحور الرئيسي بين 2 و3.2 وحدة فلكية وحضيض أكبر من 1,666 وحدة فلكية، يُصنف هذا الجُرم الفلكي وفقًا لقاعدة بيانات مختبر الدفع النفاث لأجرام النظام الشمسي الصغيرة كائنًا من حزام الكويكبات الرئيسي.

## الخصائص الفيزيائية
يُقدر القدر المطلق (H) لـ321782000ND بـ14.82 ووضاءته بـ0.323، مما يمكِّن تقدير قطره بـ 2.943كم. استُخلصت هذه النتائج بفضل ملاحظات مستكشف الأشعة تحت الحمراء عريض المجال (WISE)، وهو مرصد فضائي أمريكي وُضع في المدار في عام 2009 ويراقب السماء بأكملها بالأشعة تحت الحمراء، في عام 2011، نُشرت النتائج الأولى المتعلقة بالكويكبات من الحزام الرئيسي.

## وصلات خارجية
- (32178) 2000 ND15 في قاعدة بيانات مختبر الدفع النفاث لأجرام النظام الشمسي الصغيرة

- الاكتشاف · مخطط المدار ·  العناصر المدارية · المعلمات المادية

- (32178) 2000 ND15 على موقع ويكي سكاي: DSS2, SDSS, GALEX, IRAS, Hydrogen α, X-Ray, Astrophoto, Sky Map, Articles and images